# Nana del Reticle II
La Galàxia Nana del Reticle II és una galàxia nana satèl·lit de la Via Làctia, probablement de la mena nana esferoïdal. S'hi troba situada en l'homònima constel·lació a una distància d'al voltant 100.000 anys llum de la Terra.

## Característiques físiques
La galàxia ha estat descoberta recentment, juntament amb un grup d'altres galàxies nanes, gràcies a les dades recollides de la Dark Energy Survey (DES) utilitzant el Telescopi Víctor M. Blanco de l''Observatori Inter-Americà del Cerro Tololo a Xile. El descobriment va estar anunciat el març de 2015.
Aquesta galàxia, com altres galàxies nanes satèl·lits de la Via Làctia (per exemple la galàxia nana del Triangle II), té una massa formada per aproximadament el 99% de matèria fosca. Utilitzant les dades obtinguts amb el Fermi Gamma-ray Space Telescope de la NASA, Geringer-Sameth i Matthew Walker de la Universitat Carnegie Mellon i Savvas Koushiappas de la Universitat Brown han detectat una intensa emissió de raigs gamma provinents de la Galàxia Nana del Reticle II, que podria ser la firma de la presència de la matèria oscura.
Se suposa que la matèria fosca està formada per WIMP, les partícules evidents que xoquen es troben amb l'aniquilació i l'emissió de raigs gamma. S'estan realitzant altres estudis per confirmar el descobriment-